# 黑虎镇
黑虎镇，原为黑虎乡，是中华人民共和国四川省阿坝藏族羌族自治州茂县下辖的一个乡镇级行政单位。2019年12月，撤乡设镇，将原飞虹乡苏家坪村所属行政区域划归马尔康镇管辖。

## 行政区划
黑虎镇下辖以下地区：
小河坝村、霭紫关村、耕读百吉村和巴地五坡村。

## 中国传统村落
2012年，小河坝村鹰嘴河组被评为首批“中国传统村落”。